# City of Yarra
City of Yarra är en kommun i Australien. Den ligger i delstaten Victoria, nära delstatshuvudstaden Melbourne. Antalet invånare är 83 593.
Följande samhällen finns i Yarra:
- Richmond
- North Fitzroy
- Fitzroy
- Clifton Hill
- Collingwood
- Cremorne

Runt Yarra är det i huvudsak tätbebyggt. Runt Yarra är det mycket tätbefolkat, med 2 915 invånare per kvadratkilometer. Genomsnittlig årsnederbörd är 1 244 millimeter. Den regnigaste månaden är juli, med i genomsnitt 140 mm nederbörd, och den torraste är januari, med 49 mm nederbörd.